# Szebeni István (református lelkész)
Szebeni István (Ottomány, 1922. szeptember 16. – Nagyvárad, 1993. szeptember 20.) erdélyi magyar református lelkész és egyházi író.

## Életútja, munkássága
Középiskolai tanulmányait Nagyváradon (1933–41), a református teológiai főiskolát Sárospatakon, Pápán és Kolozsváron végezte (1941–46). Segédlelkészként szolgált Nagyvárad-Velencén (1946–51), helyettes lelkészként megszervezte a Nagyvárad-csillagvárosi egyházközséget, s annak első lelkésze volt. 1954–56 között Mezőtelegden parókus, 1956-tól nyugdíjazásáig (1987) ezen egyházközség első lelkésze volt.
Falukutatást végzett Sárospatak környékén. 1940-től híreket, tudósításokat közölt az Ifjú Erdélyben, a sárospataki Ifjúsági Közlönyben, prédikációváltozatokat a Református Szemlében (1945–89), a Harangszóban és a nagyváradi Református Híradóban.